# 塞利姆一世清真寺
塞利姆一世清真寺（土耳其語：Yavuz Selim Camii）是土耳其伊斯坦布尔的一座奥斯曼帝国清真寺，建于16世纪，位于第五山丘顶部，Çukurbostan社区，俯瞰金角湾。它的规模和地理位置使它成为伊斯坦布尔天际线上一个熟悉的地标。

## 历史
塞利姆一世清真寺是伊斯坦布尔现存第二古老的皇家清真寺。它由土耳其苏丹苏莱曼大帝下令修建，以纪念他在1520年去世的父亲塞利姆一世。建筑师是Alaüddin (Acem Alisi)。清真寺于1527-28年完成。